# Onuț Valeriu Atanasiu
Onuț Valeriu Atanasiu (n. 11 decembrie 1974, Liești, România) este un deputat român, ales în 2020 din partea PNL. 